# Langanes
Langanes ist eine Halbinsel im Nordosten Islands.

## Geografie
Die Form der Halbinsel erinnert an einen Vogelkopf.
Der wichtigste Ort der Halbinsel, die in der nach ihr benannten Gemeinde Langanesbyggð liegt, ist das im Südwesten gelegene Þórshöfn.
Die Straße 869, der Langanesvegur, beginnt an der Straße 85, dem Norðausturvegur, führt durch den Ort Þórshöfn, weiter zum Flughafen Þórshöfn, zum früheren Flughafen von Þórshöfn bis in den verlassenen Ort Skálar.
In der Gegend am Kap der Halbinsel, besonders am Vogelfelsen Skoruvíkurbjarg, finden sich viele Vögel, darunter Seeschwalben und Basstölpel; am Kap selbst, genannt Fontur, befindet sich der erstmals 1910 errichtete Leuchtturm Langanes.

## Geschichte
Die Halbinsel ist heute weitgehend verlassen, man findet einige wüstgefallene Gehöfte in der Gegend. Die Gegend ist heute vor allem für die Möglichkeiten der Vogelbeobachtung bekannt. 
Der Ort Skálar war in den 1920er Jahren ein Fischerdorf und hatte mehr als 100 Einwohner. Seit 1955 ist der Ort verlassen. Hier betrieben die Amerikaner im Zweiten Weltkrieg eine von den zehn Radarstationen auf Island. 
Bei dem Berg Heiðarfjall unterhielt die NATO von 1954 bis 1968 eine Radarstation. Der Kurzfilm Misty Mountain von Óskar Þór Axelsson erzählt eine fiktive Geschichte darüber. Eine andere Radarstation errichtete die NATO 1989 auf dem Gunnólfsvíkurfjall, dem mit 719 Metern höchsten Berg auf der Halbinsel.
40 Kilometer östlich vor Fontur, der äußersten Spitze der Halbinsel, hat man im Dezember 2022 über 80 Seebeben gemessen, von denen vier eine Stärke von über 3 auf der Richterskala hatten. Das waren in diesem Gebiet die stärksten Beben seit Beginn der Messungen um 1970.